# Gier nach Gold (Roman)
Gier nach Gold ist die Übersetzung von Frank Norris Roman McTeague: A Story of San Francisco. 1958 wurde der Roman von Paul Böllert aus dem amerikanischen Englisch ins Deutsche übersetzt und vom Aufbau-Verlag veröffentlicht. Anlässlich einer Inszenierung des Werkes durch Frank Castorf erschien im Jahr 2004 vom Alexander Verlag Berlin eine Neuauflage des vergriffenen Romans.
Vom Naturalismus und Darwinismus geprägt, schildert die Erzählung, wie Geld, Neid und Gier die vom Trieb gesteuerten Menschen ins Unglück stürzen. Hauptfiguren sind dabei der Zahnarzt McTeague, dessen Frau Trina und sein anfänglicher Freund Marcus Schouler.

## Handlung
McTeague, der als Sohn eines Bergarbeiters aufwuchs, ist nun als Zahnarzt in der Polk Street, San Francisco, tätig. Seine Mutter war es, die McTeague in jungen Jahren mit einem herumreisenden Dentisten mitschickte, um ihrem Sohn eine aussichtsreichere Zukunft zu ermöglichen als die eines Grubenarbeiters. Nach dem Tod der Mutter erbte McTeague etwas Geld von ihr und nutzte es, um seine eigene Praxis zu eröffnen. Diese Praxis, von McTeague „Ateliers“ genannt, ist ein Raum, der gleichzeitig als Schlaf- und Wohnraum für ihn dient. Wichtig für ihn sind seine Konzertina und sein Kanarienvogel. Im selben Gebäude wohnt McTeagues Freund Marcus Schouler, der in einer Hundeklinik arbeitet und vor allem für seine aufbrausenden Reden bekannt ist. McTeague hingegen spricht eher wenig und zeichnet sich durch seine enorme physische Größe und Stärke aus. Als Zahnarzt ist der dafür bekannt, seinen Patienten die Zähne mit den bloßen Fingern zu ziehen. (Kapitel 1)
Eines Tages bringt Marcus seine Cousine und gleichzeitig Herzensdame Trina Sieppe in McTeagus Praxis, da sich diese einen Zahn ausgeschlagen hat. Während sie dort auf ihre Behandlung wartet, lernt sie Maria Macapa kennen, die dabei ist, das Zimmer des Zahnarztes zu reinigen. Immer darauf bedacht, Geschäfte zu machen, verkauft sie Trina ein Lotterielos. Als Trina dann auf den Behandlungsstuhl darf, erhält sie von McTeague die erschreckende Nachricht, dass neben dem bereits ausgeschlagenen Zahn ein weiterer Zahn gezogen werden müsse. McTeague, der nicht viel mit dem weiblichen Geschlecht anfangen kann, lässt sich aber schließlich von Trinas Verzweiflung und ihrem hübschen Lächeln überzeugen, eine schwierige Behandlung zu wagen und Trina eine Brücke zu fertigen. Da die Behandlung langwierig ist und Trina mehrmals die Woche in die Praxis kommen muss, lernen sich die beiden besser kennen. Bei McTeague gibt es ein sexuelles Erwachen in Bezug auf das weibliche Geschlecht. Eines Tages muss er Trina in Narkose versetzen und kann sich nicht zurückhalten, sie ohne deren Wissen zu küssen. Anschließend fragt er sie, ob sie ihn heiraten wolle. Trina, deren Behandlung ohnehin beinahe beendet ist, wehrt die Frage erschrocken, aber entschieden ab. Zwischen den beiden bricht daraufhin der Kontakt ab. (Kapitel 2)
Gemeinsam mit McTeague, Marcus und Maria wohnen noch zwei weitere Parteien im Haus. Zum einen Miss Baker, eine alte Jungfer, die früher Schneiderin gewesen ist und zum anderen Old Grannis, mit dem sie Tür an Tür lebt. Die beiden interessieren sich sehr füreinander, trauen sich aber nicht einmal den anderen anzusprechen. Wenn Maria versucht, zwischen ihnen zu vermitteln, zeigen sie sich peinlich berührt. Maria putzt im ganzen Haus und erbettelt oder klaut dabei gerne Dinge, die sie dann bei ihrem Freund Zerkow verkauft. Dieser ist besessen von einer Geschichte, die Maria wieder und wieder erzählt: in ihrem Elternhaus habe es ein Goldservice von unschätzbaren Wert gegeben und nun sei es verschollen. (Kapitel 3)
Marcus merkt, dass mit McTeague etwas nicht stimmt und bekommt die Sache mit Trina aus ihm heraus. Obwohl Marcus Interesse an seiner Cousine hatte, reagiert er überraschend positiv: Nach kurzer Bedenkzeit kommt er zu dem Ergebnis, dass McTeague Trina mehr liebt und er sie ihm deshalb überlassen möchte. Daraufhin macht er McTeague klar, dass er sich wieder mit Trina treffen muss und schlägt ihm deshalb vor, zu einem der Ausflüge mitzukommen, die Marcus regelmäßig mit Trinas Familie, den Sieppes, macht. McTeague ist unsicher, weil er nicht weiß, wie Trina reagieren würde, lässt sich aber schließlich überzeugen. Entgegen seinen Bedenken zeigt sich Trina erfreut über den Besuch und die beiden genießen den Tag im Park. Seit diesem Ausflug treffen die beiden sich regelmäßig. (Kapitel 4/5)
Trina ist hin- und hergerissen. Einerseits findet sie die monströse Gestalt des Zahnarztes beängstigend und abstoßend, andererseits kann sie ihm nicht widerstehen, wenn sie in seinen starken Armen liegt. Einen erneuten Heiratsantrag lehnt sie jedoch ab, woraufhin Marcus McTeague überredet, Trina und ihre Mutter ins Theater einzuladen. Alle sind begeistert von der Vorstellung und Als sie sich nach dem Theater auf den Weg zu McTeagues Praxis machen, wo die Sieppes übernachten wollen, werden sie schon sehnsüchtig von den anderen Hausbewohnern und einem Agenten erwartet. Alles geht durcheinander, doch schnell wird klar, was los ist: Trina hat mit dem Lotterielos, das die anfangs bei Maria gekauft und mittlerweile schon fast wieder vergessen hatte, 5000 Dollar gewonnen. Um dies zu feiern, gehen alle in McTeagues Praxis. Dort wird diskutiert und fantasiert und ganz plötzlich die Hochzeit von Trina und dem Arzt verkündet. Alle sind begeistert – nur Marcus verhält sich an diesem Abend seltsam. Old Grannis und Miss Baker sind in der aufgeregten Situation zum ersten Mal gezwungen, sich offiziell „kennenzulernen“. Nach der Feier macht Maria noch einen Ausflug zu Zerkow, um ihm eine Goldfolie, die sie dem Zahnarzt gestohlen hatte, zu verkaufen. Dieser kann seinen Ohren kaum trauen als Maria von Trinas Gewinn hört und bringt Maria wieder dazu vom goldenen Service zu erzählen. McTeague ist so verwirrt von den Ereignissen, dass ihm Marcus Bestürztheit nicht auffällt. Dieser macht sich Vorwürfe, Trina dem Zahnarzt aus Freundschaft überlassen zu haben. Nicht etwa, weil er sie so sehr liebt, sondern weil er neidisch ist auf den Reichtum, den nun McTeague, nicht er, erfährt. (Kapitel 6/7)
Auch im weiteren Verlauf bemerkt McTeague nichts von Marcus verändertem Verhalten. Er ist vielmehr mit seiner Verlobten beschäftigt. Die beiden sind glücklich, treffen sich mehrmals die Woche und unterhalten sich viel. Auch die Frage nach den Finanzen kommt bei der bevorstehenden Hochzeit immer wieder auf. Im Prinzip sieht es für die beiden gut aus. McTeague hat ein akzeptables Einkommen, Trina verdient durch das Schnitzen von kleinen Holzfiguren etwas dazu und natürlich haben sie die 5000 Dollar. Was dieses Vermögen angeht, haben die beiden allerdings ganz unterschiedliche Vorstellungen. Während McTeague von einem luxuriösen Leben träumt, beschließt Trina das Geld anzulegen und keinen Cent davon auszugeben. Vielmehr gefällt ihr die Idee dadurch zusätzliches Geld in Form von Zinsen zu verdienen. McTeague hält Trinas Sparsamkeit schließlich für einen verantwortungsvollen Zug, vor allem weil Trina beteuert, dass sie ja jederzeit an das Geld, das sie bei ihrem Onkel, einem Geschäftsmann, anlegt, kämen. (Kapitel 7/8)
Nachdem sich Marcus einmal bei McTeague über Geldsorgen beschwert hat und ihn seitdem weitgehend ignoriert, merkt der Zahnarzt spätestens an seinem Geburtstag, was los ist. Als McTeague in seine Stammkneipe kommt, gerät Marcus nämlich so sehr in Fahrt – weil er sich von McTeague um 5000 Dollar betrogen fühlt – dass er versucht, diesen mit einem Messer umzubringen. Dieser Versuch scheitert allerdings und McTeague versteht die Welt nicht mehr. Er möchte sich rächen und macht sich auf die Suche nach Markus. Da er vor seinem Zimmer allerdings Trinas Geburtstagsgeschenk, einen riesigen, goldenen Zahn als Aushängeschild für seine Praxis, den er sich schon so lange gewünscht hat, findet, lässt er sich zunächst besänftigen. (Kapitel 8)
Das nächste Ereignis ist die Hochzeit von Trina und McTeague. Sie soll im kleinen Rahmen in der neuen Wohnung der beiden stattfinden. Diese befindet sich im selben Gebäude wie McTeagues Praxis und kann von den beiden möbliert übernommen werden. Als Trina 200 Dollar von ihrem Gewinn für die Küchenausstattung aufwenden soll, zeigt sie sich empört, da sie ihr Vermögen nicht anrühren möchte. Trotz der Diskussionen gibt es eine gelungene Hochzeit, bei der es an nichts fehlt. Es wird geschlemmt bis in die Nacht und einzig die Tatsache, dass auch Marcus an der Feier teilnimmt, trübt die Stimmung teilweise etwas. Er betont, dass sein Geschenk nur an Trina gerichtet ist und den Vorschlag der Sieppes, dass er McTeagues Trauzeuge sein könnte, lehnt er entschieden ab. Miss Baker und Old Grannis sind gezwungen nebeneinander zu sitzen und wechseln zum ersten Mal einige Worte, wovon sie natürlich äußerst peinlich berührt sind. Nach der Hochzeit steht der Umzug der Sieppes nach Los Angeles an. Auch Marcus verkündet Neuheiten: er möchte sich als Cowboy auf einer Ranch niederlassen und ist dazu auf der Suche nach einem Gleichgesinnten. Er möchte sich aus der Gesellschaft zurückziehen, von der er sich verraten fühlt. (Kapitel 9)
Die ersten drei Jahre nach der Hochzeit verbringen die McTeagues glücklich in ihrer Wohnung. Es entwickelt sich eine gewisse Routine, Trina hat ihre anfänglichen Zweifel überwunden und beginnt ihren Mann innig zu lieben. Dieser hingegen sieht die Ehe eher zweckmäßig, ist damit aber ebenso glücklich. Trina beobachtet außerdem mit Freude, dass sie es ohne McTeagues Wissen schafft, ihn in gesellschaftlicher Hinsicht zu bessern: ein ordentlicheres Erscheinungsbild, eigene Meinungen zu diskutierten Themen und weitere kleine Dinge. Auch Marcus, der sich mittlerweile politisch engagiert, ist noch in der Stadt, weiterhin auf der Suche nach einem Partner für seine Ranch. Trina uns McTeague entwickeln den Wunsch nach einem Haus und als McTeague Trina mit einem Mietvertrag für ein Objekt überrascht, stößt er auf bloßes Entsetzen: sie könnten sich das Haus nicht leisten und außerdem habe sie gehört, dass es ungesund sei, in dem Haus zu leben, da im Keller das Wasser stehe. Sie nötigt ihren Mann die Miete für den einen Monat selbst aufzubringen, obwohl sie jede Menge Geld besitzt. Ihr Geiz ist so groß, dass auch ihr schlechtes Gewissen sie nicht umstimmen kann, McTeague wenigstens einen kleinen Teil des Geldes zu geben. (Kapitel 10)
Die neuste Nachricht ist nun, dass Maria und Zerkow heiraten wollen. Dies kann keiner nachvollziehen, da Zerkow alt und nicht sehr attraktiv ist, doch die Vermutung liegt nahe, dass Maria die Chance nutzen will, den einzigen Mann zu heiraten, der sie und ihre Geschichten ernst nimmt. (Kapitel 11)
Als die McTeagues mit Freunden einen Ausflug in den Park machen wollen, stößt Marcus unerwartet hinzu und wird von den Freunden zum Ausflug eingeladen. Im Park finden die Männer große Freude daran, sich in allen möglichen athletischen Disziplinen zu messen und enden schließlich beim Ringen. Die ungeheure Stärke von McTeague bringt ihm hier die Bewunderung der Frauen ein. Im Finale landen Marcus und er. Marcus ist eifersüchtig ist auf die Bewunderung, die McTeague zuteilwird und so beginnen die beiden, sich wie Tiere zu bekämpfen. Die Situation droht völlig zu eskalieren, nachdem Marcus den Zahnarzt so stark ins Ohr beißt, dass es kräftig blutet, und McTeague ihm im Gegenzug den Arm bricht. Den übrigen Männern in der Runde gelingt es aber schließlich, die beiden voneinander zu trennen. (Kapitel 11)
Auch in der Ehe von Maria und Zerkow gibt es bedenkliche Wendungen. Beide interessiert es relativ wenig, dass Maria schwanger ist und schließlich ein Kind zur Welt bringt, das kurze Zeit darauf stirbt. Mit der Schwangerschaft hat sich allerdings für Zerkow eine entscheidende Tatsache verändert. Seit der Geburt erinnert sich Maria nämlich nicht mehr an das Goldservice und hat keine Ahnung, was Zerkow von ihr hören will. Dies treibt ihn in den Wahnsinn, er glaubt Maria will das Gold vor ihm verheimlichen. So kommt es, dass er beginnt nach dem Service zu graben und zu suchen und in seiner Verzweiflung Maria mit dem Messer zu bedrohen. Sie flüchtet zu Marcus, der gerade damit beschäftigt ist Koffer zu packen. Ihm gelingt es, Zerkow das Messer abzunehmen und ihn in die Flucht zu schlagen. Kurz darauf steht Marcus dann bei den McTeagues vor der Tür und verkündet, dass Mr. Sieppe einen Partner für seine Ranch gefunden habe und er deshalb jetzt San Francisco verlasse. Dabei verhält er sich ruhig und wendet sich trotz der Geschehnisse im Park auch an McTeague. (Kapitel 12)
Kurz nach der Abreise von Marcus erhält McTeague einen Brief, dass er nicht mehr als Zahnarzt praktizieren dürfe, weil er kein Diplom von einer Dentistenschule besitze. Für McTeague ist dies völlig unverständlich, er beherrsche doch sein Handwerk. Für Trina ist es eine Katastrophe, da sie ihr Geld durch das ausbleibende Einkommen in Gefahr sieht. Beide sind sich jedoch in einer Sache einig: Marcus musste das angezettelt haben. Da McTeague tatsächlich kein Diplom besitzt, können die beiden nicht viel ausrichten und Trina versucht ihren Mann davon zu überzeugen, dass sie jetzt arme Leute seien. Aus ihrer Wohnung ziehen sie in ein erbärmliches Zimmer, was McTeague überhaupt nicht verstehen kann. Obwohl Trina genug Geld besitzen würde, um ihnen ein besseres Leben zu ermöglichen, setzt sich ihr zunehmender Geiz durch – keinen Cent möchte sie von ihrem Vermögen anrühren. Ihre komplette Einrichtung wird bei einer Auktion verscherbelt. (Kapitel 13/14)
Damit änderte sich das Leben der McTeagues gewaltig. Trina ist besessen davon, Geld zu sparen und belügt ihren Mann deshalb oft, wenn es um dieses Thema geht. Die besseren Gewohnheiten, die Trina ihrem Mann zu Beginn der Ehe antrainiert hat, versucht sie ihm nun zur Geldersparnis wieder abzugewöhnen. Kein bisschen Geld steht sie ihm für kleine Freuden zu, obwohl auch er wieder einen Job gefunden hat und Geld verdient. Als er diesen kurz darauf jedoch wieder verliert, ist Trina der Verzweiflung nahe. Kaum hat er ihr die Nachricht überbracht, schickt sie ihn sofort wieder auf Jobsuche. Den restlichen Lohn, den McTeague bei seiner Entlassung erhalten hat, nimmt sie ihm ab und gestattet ihm – trotz aufkommender Regenschauer – keine paar Cents für die Bahnfahrt. McTeague tut missmutig das, was Trina ihm aufträgt, findet aber keinen Job. Während er auf seinem Rückweg vom Regen durchnässt wird, wird ihm der unerträgliche Geiz seiner Frau immer bewusster. Beeinflusst vom Whiskey, auf den er von Freunden auf dem Nachhauseweg eingeladen wurde, teilt er Trina zu Hause zum ersten Mal deutlich seinen Ärger mit. Trina bekommt Angst vor ihrem gewaltigen Mann, als dieser jedoch schläft, kann sie sich wieder nicht zurückhalten, seine Taschen nach Geld zu durchsuchen. (Kapitel 15)
Ab diesem Zeitpunkt lässt McTeague sich immer mehr gehen und bemüht sich auch nicht mehr ernsthaft um eine Arbeit. Ab und zu geht er mit seinen Freunden Whiskey trinken während Trina mit der Suche nach einem noch billigeren Zimmer beschäftigt ist. Der Whiskey macht McTeague allerdings nicht betrunken, sondern schärft vielmehr seinen Verstand und lässt ihn böse werden. Wenn er nach Hause kommt, misshandelt er Trina – manchmal um Geld zu bekommen, manchmal aus Vergnügen. Vor allem ihr Finger haben unter den Misshandlungen zu leiden, aber sie entwickelt daraus eine gewisse Hassliebe zu ihrem Mann. Beinahe stolz berichten Maria und Trina sich gegenseitig von den Qualen durch ihre Männer. Als Trina ihre Freundin eines Tages wieder besuchen möchte – auch in der Hoffnung ein kostenfreies Mittagsessen zu ergattern – findet sie diese ermordet in deren Wohnung. Es großes Chaos bricht in der Polk Street aus und natürlich steht Zerkow als Mörder unter dringendem Verdacht. Kurze Zeit später wird auch dieser tot in einem Gewässer gefunden. Bei all dem wilden Treiben scheint es nur zwei vollkommen friedliche Menschen zu geben: Old Grannis und Miss Baker. Trina spricht den alten Herren eines Tages an und drängt ihn, der kleinen Schneiderin doch endlich einen Heiratsantrag zu machen – eine völlig indiskutable Sache für den beschämten Grannis. Völlig unerwartet jedoch ergreift Miss Baker kurz darauf – in einem kurzen Moment vom Mut gepackt – die Initiative und bringt Old Grannis eine Tasse Tee in sein Zimmer. Dem Mann, mit dem sie sich zuvor nicht einmal zu sprechen getraut hatte. Kaum steht sie im Zimmer, ist sie jedoch wieder vom Mut verlassen und will gehen. Dies weiß der alte Herr allerdings zu verhindern und so kommt es, dass sie den Abend gemeinsam und überglücklich in dessen Zimmer verbringen. (Kapitel 16/17)
Was Trina und McTeague angeht, verschlechtert sich die Situation stetig. Der Tiefpunkt ist allerdings erreicht als Trina ihren Mann letztendlich davon überzeugen kann, dass sie sich auch das schäbige Zimmer nicht mehr leisten könnten. Sie ziehen tatsächlich in einen der Räume, die Maria und Zerkow zuvor bewohnten hatten und rutschen damit gesellschaftlich noch weiter ab. Auch Trina lässt sich nun immer mehr gehen, bis sie eines Tages den totalen Zusammenbruch erlebt: McTeague, der tagsüber oft lange Spaziergänge macht, taucht eines Abends nicht mehr auf. Als Trina ihn nirgends finden kann, bekommt sie auf einmal den Verdacht, dass McTeague ihr Geld gestohlen haben könnte. Dieser Verdacht bestätigt sich und damit sind Trinas krankhaft angesparte 400 Dollar und gleichzeitig ihr Mann verschwunden. Dabei kümmert Trina allerdings weniger ihr Mann, sondern vielmehr das Geld. Völlig verzweifelt bricht sie zusammen und wird kurz darauf gefunden. Die gutherzige Miss Baker kümmert sich um Trina und lässt einen Arzt kommen. Dieser entdeckt Trinas Finger, die von McTeagues Bissen schlimm zugerichtet sind, und diagnostiziert eine Blutvergiftung. Er sieht nur einen Ausweg: Die Amputation der Finger. Nach der Operation kann Trina keine Figuren mehr schnitzen, so dass sie beginnt, in einem Kindergarten als Putzfrau zu arbeiten und dort zu wohnen. Damit ist sie nicht unglücklich, aber es fehlt ihr das bare Geld, zu dem sie eine beinahe körperliche Beziehung aufgebaut hatte. Nach und nach lässt sie sich deshalb von ihrem Onkel Teile ihres Gewinns auszahlen, bis er sie zwingt, das ganze Geld abzuheben. Die Gier nach den Münzen ist für sie so groß, dass sie darüber hinwegsieht, dass sie mit dem ausbezahlten Geld auf die Zinsen verzichten muss. Es kommt sogar so weit, dass sie das Geld im Bett verteilt und nackt darauf schläft. Plötzlich taucht McTeague wieder auf, da ihm das Geld ausgegangen ist. Er bettelt Trina an, ihr wenigstens ein bisschen Geld für Essen zu geben. Sie jedoch bleibt hart und gesteht ihm keinen Cent zu. McTeague geht wieder und findet kurz darauf zufällig eine Arbeit als Handlanger für einen Instrumentenhandel. Seine Hauptaufgabe besteht darin, Klaviere und Flügel herumzutragen. Als Gegenleistung erhält er seinen Lohn und ein Zimmer. Als er eines Abends im Laden seine Konzertina zum Verkauf ausgeschrieben findet, steigert sich der Unmut gegenüber seiner Frau. Sie hat seine Konzertina verkauft und dafür das Geld kassiert. Erfüllt von Hass sucht er sie dann eines Abends auf, um sich zu rächen und sich das Geld zu holen. Er betritt den Kindergarten und schlägt Trina zusammen. Dann nimmt er das Geld mit und seine Frau stirbt noch in derselben Nacht. (Kapitel 18/19)
Als Mörder flieht McTeague in die Wüste und will zurück zu seinen Wurzeln, zurück in die Grube. Seine Instinkte lassen ihn die Pfade wie automatisch wieder finden und so beginnt er unter falschen Namen in einer Grube zu arbeiten. Nach einiger Zeit wird McTeague von einem sechsten Sinn getrieben, die Grube zu verlassen. Er kann sich dies nicht erklären, doch dieser animalische Instinkt ist so stark, dass er ihm folgt und weiterzieht. Zwei Tage später kam der Sherriff, der ihn verfolgt, in die Grube, doch zu dieser Zeit ist er schon weit fort. Mit einem Zug lässt er sich ein weites Stück durch die Wüste mitnehmen und landet schließlich in einem kleinen Dorf, das vor allem von der Rinderzucht lebt. Er trifft einen Mann namens Cribbens, mit dem er schließlich loszieht, um Gold zu suchen. Nach einiger Zeit haben sie unglaubliches Glück und finden eine Ader, die noch niemand entdeckt hat. Das bedeutet Reichtum für die beiden, doch auch hier setzt McTeagues Instinkt wieder ein und treibt ihn fort. Noch während der Nacht verlässt er seinen Partner und zieht weiter. Von seinem Gefühl getrieben, flüchtet er durch die Wüste, die brennend heiß ist und ein Vorankommen am Tag quasi unmöglich macht. Irgendwann erreicht er das Tal des Todes und zieht trotzdem weiter. Die Hitze steigert sich immer noch und so auch die Intensität von McTeagues Instinkt. Irgendwann kommt es so weit, dass er tatsächlich von seinem Verfolger eingeholt wird: Marcus Schouler. Marcus lebt als Cowboy in dem Dorf, in dem McTeague gelandet war, bevor er auf Goldsuche gegangen war, und hat von der Fahndung nach McTeague mitbekommen. Da Marcus sich ‚sein‘ Geld zurückholen möchte, verfolgt er McTeague bis in das Tal des Todes. Die beiden sind verzweifelt, weil sie kein Wasser mehr haben, streiten sich jedoch trotzdem. Während eines Kampfes tötet McTeague Marcus, aber dieser schafft es gerade noch seinen Körper mit Handschellen an McTeague zu fesseln. Das Ende bleibt offen – McTeague steht in der glühend heißen Hitze, ohne Wasser, und mit der Leiche von Marcus Schouler am Handgelenk. (Kapitel 20–22)

## Charaktere

### McTeague
McTeague ist die zentrale Figur des Romans. Es wird kein Vorname von ihm genannt, sein Freund Marcus Schouler und Trina nennen ihn einfach Mac. Er ist Zahnarzt in San Francisco und hat dort seine Praxis. Sein Handwerk hat er von einem herumreisenden Dentisten erlangt, nicht an einer Dentistenschule. Er ist ein gutmütiger Mensch, der jedoch durch extreme Größe und Stärke auffällt. Zu ihm gehören seine Konzertina und ein Kanarienvogel, der ihn bis ans Ende begleitet. Er selbst wird beschrieben wie ein Tier, das nicht Haare hat, sondern Fell und einen riesigen Kopf, enorme Hände und einen gewaltigen Kiefer. Er ist nicht besonders intelligent und versteht oftmals nicht, um was es geht und was andere von ihm wollen. Der Umgang in der Gesellschaft ist nicht einfach für ihn, da er auch kein Redner ist. Viel lieber verlässt er sich auf seine Instinkte. Als er Trina heiratet, lernt er zunächst, sich anzupassen. Später jedoch treibt ihn Trinas Geiz langsam, aber sicher in die Tiefe. Er verliert alles und beginnt von Zeit zu Zeit Whiskey zu trinken, obwohl er weiß, dass ihm dieser nicht bekommt. Wenn er getrunken hat, dann sind erstaunlicherweise seine Sinne geschärft, doch er wird auch böse. In diesen Zeiten beginnt er, Trina zu misshandeln. Ihr Geiz und sein damit verbundener Konsum von Alkohol lassen die beiden in sozialer Hinsicht immer tiefer sinken und McTeague schließlich sogar zum Mörder werden. Nachdem er die Gesellschaft verlässt und in der Wildnis auf seine Instinkte angewiesen ist, fühlt er sich deutlich wohler. Es wird ein tierisches Gespür beschrieben, das ihn vor Gefahren warnt. Letztendlich ist er also in der Gesellschaft gescheitert.

### Trina Sieppe
Trina Sieppe ist eine junge Frau, die aus einer deutsch-Schweizer Familie stammt. Sie ist außerdem die Cousine von Marcus Schouler, mit dem sie anfangs eine Zukunft plant. McTeague lernt sie in dessen Praxis kennen, da sie für eine Zahnbehandlung zu ihm geht. Sie ist ein zartes Geschöpf mit prächtigem schwarzem Haar und McTeague ist angetan von ihrem unschuldigen Blick und ihrem kleinen Kinn, das sie gerne in die Luft hält. Sie hat das große Glück, in der Lotterie 5000 Dollar zu gewinnen und kurz darauf heiratet sie den Zahnarzt. Von dem Geld möchte sie nichts anrühren, was ihr zunächst als löbliche Sparsamkeit angerechnet wird. Als Hausfrau zeigt sie sich tüchtig und zuverlässig und um Geld zu verdienen, schnitzt sie für ihren Onkel, der ein Spielwarengeschäft betreibt, kleine Figuren aus Holz. Im Laufe der Zeit steigert sie sich jedoch so sehr in das Sparen um des Sparens willen hinein, dass sie sich und ihren Mann psychisch und finanziell ruiniert. Sie ist bereit, alles in Kauf zu nehmen, um nur ein bisschen Geld sparen zu können. Je weiter sie sich dadurch von ihrem Mann entfernt, desto intensiver wird die Beziehung zu den Geldmünzen. Irgendwann wird diese Beziehung sogar so stark, dass sie sich körperlich nach dem Geld sehnt. Nebenbei verliert sie all ihre Bezugspersonen. Maria wird ermordet, zu Miss Baker verliert sie den Kontakt, da die Differenzen zwischen ihnen vor allem in sozialer Hinsicht immer größer werden und zu ihrer Familie, da diese wegzieht und Trina außerdem ihres Geizes wegen nicht bereit ist, ihre Eltern zu unterstützen. Sie entfernt sich immer mehr von einem ‚normalen‘ Leben, widmet sich irgendwann nur noch der Sucht nach dem Geld und wird deshalb letztlich ermordet.

### Marcus Schouler
Marcus Schouler ist ein guter Freund von McTeague. Dies ist immer noch der Fall, als er dem Zahnarzt seine Freundin Trina überlässt. Er arbeitet bei Old Grannis in der Hundeklinik und hört sich gerne reden. Er schnappt dazu auch mit Vorliebe politische Meinungen auf und beteiligt sich anschließend an hitzigen Diskussionen. Dabei steigert er sich oft so sehr in die Thematik und seinen Vortrag, dass seine cholerische Art zum Vorschein kommt. Seine Freundschaft zu McTeague gerät ins Wanken als Trina 5000 Dollar im Lotto gewinnt und nun McTeague derjenige ist, der sie heiraten wird. Marcus geht es nicht um die Frau, sondern um das Geld – er ist neidisch auf seinen Freund und versteht nicht, dass auch McTeague keinen Zugang zu dem Geld hat. Er verfolgt seine politische Karriere und gewinnt durch sein Redetalent auch durchaus an Zustimmung, doch sein eigentlicher Traum ist es, eine Ranch zu besitzen. Als er einen Partner dazu findet, geht er diesem Traum nach. Dabei vergisst er aber nie die 5000 €, die ihn am Ende in den Tod treiben.

### Miss Baker
Miss Baker lebt in dem Haus, in dem McTeague seine Praxis hat. Sie ist eine ehemalige Schneiderin und in Old Grannis, einen Nachbarn, verliebt. Miss Baker trägt künstliche Locken, tratscht gerne und ist sehr herzlich, doch wenn es um Old Grannis geht, zeigt sie sich unglaublich schüchtern. Sie trinkt jeden Nachmittag ihre Tasse Tee, während sie über den Mann ihrer Träume nachdenkt. Letztendlich ist sie diejenige, die sich überwindet und auf ihn zugeht. Damit finden die beiden zueinander und sind am Ende die einzigen Figuren, die keinen sozialen Abstieg erleben oder gar sterben.

### Old Grannis
Auch Old Grannis wohnt im selben Gebäude und besitzt außerdem eine Hundeklinik, wo er als Chef von Marcus Schouler auftritt. Er bindet für sein Leben gerne Broschüren und tut dies vor allem dann, wenn er weiß, dass Miss Baker im Zimmer nebenan dicht an der Wand zu ihm sitzt und ihren Tee trinkt. Er ist immer hilfsbereit, möchte jedoch nie die Aufmerksamkeit auf sich lenken. Oft kommt es vor, dass er sich still und heimlich davonschleicht und längst in seinem Zimmer sitzt, bevor jemand bemerkt, dass er fehlt. Er denkt ständig an Miss Baker und verhält sich dabei wie ein Teenager. Er war nie zuvor verliebt und erlebt als älterer Herr in dieser Hinsicht seine Jugend. Als Miss Baker eines Tages tatsächlich auf ihn zukommt, ist er überglücklich.

### Maria Macapa
Sie ist ebenfalls eine Bewohnerin des Hauses in der Polk Street und arbeitet dort gleichzeitig für alle als Putzfrau. Sie behandelt die anderen mit einer freundlichen Art, hat jedoch eine leichte psychische Störung. Immer wieder erzählt sie den Leuten von einem prächtigen Goldservice mit 100 Teilen, das ihre Familie besessen habe. Sie erzählt diese Geschichte wieder und wieder mit allen Einzelheiten, doch nur der Händler Zerkow, der besessen ist von Gold, schenkt ihr Glauben. Eine weitere Eigenschaft von Maria ist ihr ständiger Versuch, den Hausbewohnern etwas abzuschwatzen oder bei McTeague Gold zu klauen, um die Dinge dann bei Zerkow zu verscherbeln. Schließlich lässt sie sich sogar dazu hinreißen, Zerkow zu heiraten, der dies nur aus einem Grund tut: Er muss die Geschichte vom Gold immer und immer wieder hören. Die Fantasie um das Goldservice verliert sie jedoch mit ihrer Schwangerschaft. Dies wird ihr zum Verhängnis und so wird sie in ihrer eigenen Wohnung ermordet.

### Zerkow
Zerkow ist ein polnischer Jude, der mit allen möglichen Waren handelt. Er liebt Gold und damit auch Marias Geschichte um das Goldservice. Er kann sie nicht oft genug hören und heiratet Maria deshalb. Die anderen Bewohner aus Marias Haus haben keinen Kontakt zu Zerkow, da sie ihn für eine suspekte Person halten. Er ist deutlich älter als Maria, zeugt aber trotzdem ein Kind mit ihr. Dass es kurze Zeit nach der Geburt stirbt, interessiert ihn nicht. Das einzige, was ihn interessiert, ist die Tatsache, dass Maria nach der Schwangerschaft nichts mehr von dem Service weiß. Er bildet sich ein, dass sie es ihm verheimlichen will und dreht damit vollkommen durch. Er gräbt alles um, um das Service zu finden und quält Maria in der Hoffnung auf eine Antwort. Marias Unwissenheit treibt ihn so sehr in die Verzweiflung, dass er Maria und anschließend sich selbst umbringt.

## Naturalistischer / Darwinistischer Einfluss
Der ganze Roman ist stark vom Naturalismus und vom Darwinismus geprägt. Die darwinistischen Elemente äußern sich insbesondere durch die genaue Beschreibung der körperlichen Voraussetzungen der einzelnen Personen und durch das Aufzeigen des instinkthaften Verhaltens. So ist McTeague von enormer Größe und Stärke, beinahe wie ein Tier: „[...] denn McTeague war ein junger Riese. Seinen gewaltigen blonden Haarschopf trug er sechs Fuß drei Zoll über der Erde; langsam, schwerfällig bewegte er seine wuchtigen Glieder, deren Muskeln wie Stricke waren. Seine enorm großen, roten, von einem Fell aus starren blonden Haaren bedeckten Hände waren hart wie Holzhämmer und stark wie Schraubstöcke [...] Sein Kopf war kantig, viereckig; das Kinn sprang vor wie bei fleischfressenden Raubtieren.“ Seine Instinkte in der freien Natur sind äußerst verlässlich und ungewöhnlich stark ausgeprägt. Dafür findet er sich innerhalb der Gesellschaft nur schwer zurecht. Den Gegensatz zu McTeagues körperlichem Zustand findet in Form von Trina Ausdruck. Sie ist klein, zierlich und sehr bleich, was gegen einen guten Gesundheitszustand spricht.
Neben den darwinistischen Elementen finden sich im Roman vor allem naturalistische Ausprägungen. Es werden die zentralen Aspekte aufgegriffen, die charakteristisch sind für diese Strömung. Zum einen geht es um soziale Probleme moderner Großstädte, was durch den gesellschaftlichen Kampf der Figuren in Gier nach Gold deutlich wird. Im Original-Untertitel A Story of San Francisco wird auch das Element der Großstadt sofort thematisiert. Ebenfalls entscheidend für naturalistische Literatur ist der Grundgedanke, dass der Charakter und das Schicksal von Personen nicht von diesen beeinflusst werden, sondern vielmehr durch historische Gegebenheiten und das Erbgut determiniert sind. An dieser Stelle wird die Verknüpfung des Naturalismus mit dem Darwinismus deutlich. Im Roman unterliegen letztendlich alle zentralen Figuren ihren Instinkten, die sie zwar zunächst bekämpfen, ihnen aber im Endeffekt nachgeben müssen. Während Trina völlig dem Geld verfällt und sogar ein körperliches Bedürfnis danach entwickelt, lässt sich McTeague von seinen animalischen Instinkten durch die Wüste leiten: „Das Tier spürte einen Feind, roch die Verfolger, lärmte und kämpfte und focht und duldete keinen Widerspruch.“ Dadurch stürzen sich die Figuren in eine Selbstzerstörung, ohne dies verhindern zu können. Ein gutes Beispiel bietet hier der Händler Zerkow, der sich mit seiner Besessenheit nach Gold, die er nicht beeinflussen kann, schließlich selbst in die Verzweiflung und in den Tod treibt. Dies führt zum nächsten Aspekt des Naturalismus: der Darstellung des Negativen und des Hässlichen. Ohne zu verhüllen, werden blanke Gier, Gewalt und Hass thematisiert. Letzterer wird vor allem zwischen McTeague und Marcus Schouler deutlich, während Gewalt in vielerlei Hinsicht eine Rolle spielt. So werden Trina und Maria misshandelt, das Ringen im Park endet in einem gewalttätigen Zweikampf und es wird mehrfach gemordet. Was die Gier angeht, so zeigt bereits der deutsche Titel Gier nach Gold. dass es sich dabei um ein zentrales Thema handelt. Die Gier, der die Figuren verfallen, führt im Laufe des Romans zum Tod mehrerer Hauptfiguren.
Die genannten Aspekte werden im Roman lediglich durch das Verhalten von Miss Baker und Old Grannis kontrastiert.

## Inszenierungen
- Der Roman wurde 1924 von Erich von Stroheim als Stummfilm mit dem Titel Gier (im Original Greed) verfilmt. Er war darauf bedacht, jedes Detail in den Film aufzunehmen und erzeugte so einen Film, der auf 42 Spulen aufgenommen wurde. Um den Film auf eine akzeptable Länge von 11 Spulen zu bringen, wurde der Film von den Produzenten bei MGM Studios radikal gekürzt. Das Ergebnis war für Kritiker ein „wahrer Beweis großer Filmkunst“.[3]
- 1992 feierte William Bolcoms Oper, deren Inhalt auf Frank Norris Roman basiert, unter dem Titel McTeague Premiere. Die Oper wurde von Lyric Opera of Chicago in Auftrag gegeben und dort auch zuerst aufgeführt.[4]
- In Deutschland wurde Frank Norris Roman von Frank Castorf anlässlich der Ruhrfestspiele im Jahr 2004 erstmals inszeniert. Als Leiter der Volksbühne in Berlin brachte Castorf das Stück noch im selben Jahr in die Landeshauptstadt.[5]

### Primärliteratur
- Frank Norris: Gier nach Gold. übers. von Paul Böllert. Alexander Verlag, Berlin 2004, ISBN 3-89581-127-0.

### Sekundärliteratur
- Charles Darwin: Über die Entstehung der Arten im Thier- und Pflanzen-Reich durch natürliche Züchtung. E. Schweizerbart’sche Verlagsbuchhandlung, Stuttgart 1860.
- Franz Wuketits: Darwin und der Darwinismus. C. H. Beck, München 2005, ISBN 3-406-50881-2.
- Ingo Stöckmann: Naturalismus. Metzler Verlag, Stuttgart 2011, ISBN 978-3-476-02257-8.
- Wolfgang Bunzel: Einführung in die Literatur des Naturalismus. Wissenschaftliche Buchgesellschaft, Darmstadt 2011, ISBN 978-3-534-23839-2.
- Keith Newlin: The Oxford Handbook of American Literary Naturalism. Oxford University Press, New York 2011, ISBN 978-0-19-536893-2.